# Edmund Behringer
Edmund Behringer (* 22. Mai 1828 in Babenhausen; † 13. November 1900 in Würzburg) war ein deutscher Lehrer und Schriftsteller.

## Leben
Als Sohn eines Fugger’schen Herrschaftsrichters geboren, studierte Behringer nach dem Besuch des Gymnasiums St. Stephan in Augsburg und des Gymnasiums in Kempten (Abitur 1847) Rechtswissenschaft und ab 1850 Philosophie und Klassische Philologie in München. Während seines Studiums wurde er 1847 Mitglied der Verbindung und späteren Burschenschaft Algovia München. Nach seiner Staatsprüfung für das Lehramt 1851, studierte er in Bonn weiter, wo er vor allem durch Karl Simrock zu germanistischen Studien und zu dichterischem Schaffen angeregt wurde.
1852 bis 1853 war er als Assistent am Gymnasium in Kempten tätig, studierte dann in Würzburg und war an den Studienanstalten in Bamberg und Eichstätt. 1854 wurde er Assistent an einem Würzburger Gymnasium, 1855 Studienlehrer in Bamberg und 1856 in Würzburg. Dort wurde er 1856 Gymnasialprofessor. 1866 war er in Eichstätt tätig und wurde 1871 Rektor des königlichen Gymnasiums in Aschaffenburg. Berufungen an größere Schulen, unter anderem ans Ludwigsgymnasium nach München lehnte er ab. 1898 ging er in den Ruhestand.
Er war im Vorstand des St. Johannis-Zweigvereins Aschaffenburg (Spessarter Erziehungsanstalten). Für seine Übersetzungen der Inschriften und Gedichte von Papst Leo XIII. wurde er mit dem Komturkreuz des Ordens vom Heiligen Gregorius ausgezeichnet. Er wurde Ehrenbürger der Gemeinden Rothenbuch und Weibersbrunn.

## Veröffentlichungen (Auswahl)
- Das Beiwort in der Iliade und im Nibelungenliede. Aschaffenburg 1873. Online
- Das Felsenkreuz. 2. Auflage, Aschaffenburg 1878. Online
- Der Königin des hl. Rosenkranzes. Kempten 1889. OCLC 150275589
- Die altsächsische Evangelienharmonie. Aschaffenburg 1898. OCLC 11249189
- Der Englische Gruß. Kempten 1900. OCLC 162940221